# Liste der Naturdenkmale im Amt Stralendorf
In der Liste der Naturdenkmale im Amt Stralendorf werden die Einzel-Naturdenkmale und Flächennaturdenkmale aufgeführt, welche sich in dem zum Landkreis Ludwigslust-Parchim (Mecklenburg-Vorpommern) gehörenden Amt Stralendorf befinden. Es handelt sich um eine Teilliste der Liste der Naturdenkmale im Landkreis Ludwigslust-Parchim.

## Naturdenkmale
Im Amtsgebiet befinden sich Stand 2025 die folgenden zehn Bäume, die als Naturdenkmale geschützt sind. Des Weiteren führt die Liste ein ehemaliges Naturdenkmal auf. 

| Bild                          | Nr.   | Bezeichnung | Standort                                               | Beschreibung | Schutzzweck | Verordnung |
| ----------------------------- | ----- | ----------- | ------------------------------------------------------ | --- | ----------- | ---------- |
| BW                            | 422   | Eiche       | Schossin (53° 33′ 9″ N, 11° 13′ 29,5″ O)               | |             | [ 1 ]      |
| BW                            | 423   | Eiche       | Schossin (53° 32′ 55,5″ N, 11° 12′ 36,7″ O)            | |             | [ 1 ]      |
| BW                            | 424   | Eiche       | Schossin (53° 32′ 53,3″ N, 11° 13′ 21,3″ O)            | |             | [ 1 ]      |
| BW                            | 425   | Eiche       | Schossin (53° 32′ 56,2″ N, 11° 12′ 57,2″ O)            | |             | [ 1 ]      |
| mehr Fotos \| Fotos hochladen | 429   | Stieleiche  | Schossin Mühlenbeck (53° 32′ 3,7″ N, 11° 14′ 34,8″ O)  | Nachdem auf beiden Seiten um den Baum herum Wege angelegt wurden, ist es vermutlich zu Beschädigungen der Wurzeln gekommen. Der Schutzstatus wurde 2017 aufgehoben. |             | [ 1 ]      |
| BW                            | 430 a | Eiche       | Schossin Mühlenbeck (53° 31′ 28,3″ N, 11° 14′ 51″ O)   | |             | [ 1 ]      |
| BW                            | 430 b | Eiche       | Schossin Mühlenbeck (53° 31′ 29,9″ N, 11° 14′ 51,4″ O) | |             | [ 1 ]      |
| BW                            | 430 c | Eiche       | Schossin Mühlenbeck (53° 31′ 30,5″ N, 11° 14′ 48,9″ O) | |             | [ 1 ]      |
| BW                            | 431   | Eiche       | Zülow (53° 34′ 30,9″ N, 11° 16′ 7,8″ O)                | |             | [ 1 ]      |
| BW                            | 432   | Eiche       | Zülow (53° 34′ 28,2″ N, 11° 16′ 20,1″ O)               | |             | [ 1 ]      |
| BW                            | 433   | Eiche       | Zülow (53° 34′ 27,6″ N, 11° 16′ 18″ O)                 | |             | [ 1 ]      |

## Flächennaturdenkmale
Es gibt mit Stand 2022 drei Flächennaturdenkmale im Amt Stralendorf. 

| Bild                          | Nr.         | Bezeichnung                | Standort                                         | Beschreibung | Schutzzweck | Verordnung |
| ----------------------------- | ----------- | -------------------------- | ------------------------------------------------ | --- | ----------- | --- |
| BW                            | fnd_lwl_016 | Orchideenwiese - Sudemühle | Schossin (53° 31′ 36,2″ N, 11° 17′ 12,5″ O)      | Die aufgelassene Wiese mit einer Fläche von 1 ha befindet sich etwa 200 Meter südöstlich der Sudemühle. Es ist eine relativ nährstoffarme Feuchtgrünland-Brache mit artenreichen Pflanzengesellschaften. Der geringe Orchideenbestand ist mittlerweile nicht mehr vorhanden. |             | Beschluss des Rates des Kreises Schwerin-Land Nr. 7/90 vom 07.02.1990 über die Ausweisung von Flächennaturdenkmalen |
| mehr Fotos \| Fotos hochladen | fnd_lwl_028 | Nie-Wisch                  | Schossin (53° 32′ 6,7″ N, 11° 14′ 3,7″ O)        | Der Feuchtwaldkomplex wurde 1990 mit einer Fläche von 3,51 ha unter Schutz gestellt. |             | Beschluss des Rates des Kreises Schwerin-Land Nr. 7/90 vom 07.02.1990 über die Ausweisung von Flächennaturdenkmalen |
| BW                            | fnd_lwl_030 | Hochmoor bei Kowahl        | Dümmer Kowahl (53° 34′ 12,7″ N, 11° 10′ 43,8″ O) | Das Hochmoor hat eine Fläche von 10 ha. |             | Beschluss des Rates des Kreises Schwerin-Land Nr. 7/90 vom 07.02.1990 über die Ausweisung von Flächennaturdenkmalen |